# Najlepsze hiciory
Najlepsze hiciory – album Nagłego Ataku Spawacza wydany w 2004 roku.

## Lista utworów
| #  | Tytuł                                    |
| -- | ---------------------------------------- |
| 1  | "Wesele"                                 |
| 2  | "Pedał Roman"                            |
| 3  | "Komar"                                  |
| 4  | "M.P.K. Wpadka"                          |
| 5  | "Zethapee"                               |
| 6  | "Mietek Drugi"                           |
| 7  | "Kazió Wichóra"                          |
| 8  | "Rast Mix"                               |
| 9  | "Fazi Na Wolnym Stylu"                   |
| 10 | "Uve Kolarz"                             |
| 11 | "Dyskoteka W Brukowie"                   |
| 12 | "Czterej Pancerni"                       |
| 13 | "Pijane Wilki"                           |
| 14 | "Pierwszy Raz" (gościnnie: S.E. Sekator) |
| 15 | "Boliwijski Snajper Dwa"                 |
| 16 | "Dziadek Mietek"                         |
| 17 | "Zakopane Gangsta (THC-Mix)"             |
| 18 | "Łeba Killazz"                           |

| #  | Tytuł                                           |
| -- | ----------------------------------------------- |
| 1  | "Piekło...Schody...Niebo"                       |
| 2  | "Menele"                                        |
| 3  | "Wypierdalaj Stąd"                              |
| 4  | "Obróć Sie Za Siebie"                           |
| 5  | "Kaktus Pana Mariana"                           |
| 6  | "Wpadłeś W Oko Marii"                           |
| 7  | "Lato, Doping"                                  |
| 8  | "Aleja Nr.6 Grób Nr.4 (Odpoczywajcie W Pokoju)" |
| 9  | "Dlaczego Chcecie"                              |
| 10 | "Benzedrin '98"                                 |
| 11 | "Stara Nauka"                                   |
| 12 | "Blee"                                          |
| 13 | "Jaranka"                                       |
| 14 | "Zbokole"                                       |
| 15 | "Życie Jest Dziwne"                             |
| 16 | "Maluch"                                        |